# Јабланица (Мехединци)
Јабланица (рум. Iablanița) насеље је у Румунији у округу Мехединци у општини Падина. Oпштина се налази на надморској висини од 280 m.

## Становништво
Према подацима из 2002. године у насељу је живело 428 становника, од којих су сви румунске националности.